# Emil Ábrányi den yngre
Emil Ábrányi, född 22 september 1882, död 11 februari 1970, var en ungersk tonsättare och dirigent. Hans far var lyrikern Emil Ábrányi den äldre och farfadern var tonsättaren Kornél Ábrányi.
Han var hovkapellmästare i Hannover 1907, kunglig kapellmästare vid ungerska operan i Budapest 1911, direktör för ungeska operan 1919. Ábrányi har bland annat komponerat operorna Monna Vanna (1907, hans far gjorde texten), och Paolo och Francesca (1912).